# Bruntorpsdalen
Bruntorpsdalen is een plaats (småort) in de gemeente Göteborg in het landschap Bohuslän en de provincie Västra Götalands län in Zweden. De plaats heeft 56 inwoners (2005) en een oppervlakte van 13 hectare. De plaats ligt op het eiland Hisingen, ongeveer tien kilometer ten noorden van de stad Göteborg.